# 51824 Mikeanderson
51824 Mikeanderson este o planetă minoră (asteroid), cu un diametru de 4,969 km, din centura de asteroizi. A fost descoperită pe 19 iulie 2001 la Observatorul Palomar de Near Earth Asteroid Tracking și a fost numită după Michael P. Anderson. 
Obiectul prezintă o orbită caracterizată de o semiaxă mare de 3,0026423743357 UAi, o excentricitate de 0,11, o înclinație de 9,747 ° în raport cu ecliptica.